# Fabrice Ehret
Fabrice Ehret est un footballeur français originaire du village de Petit-Landau dans le Haut-Rhin. Il est né le 28 septembre 1979 à Lugano (Suisse). Il évoluait au poste de milieu de terrain ou latéral gauche. 

## Carrière

### Clubs
| Saison      | Club              | Pays           | Championnat        | Coupes nationales | Coupes d’Europe | Coupe de la Ligue |
| ----------- | ----------------- | -------------- | ------------------ | ----------------- | --------------- | ----------------- |
| 1997 - 1998 | FC Mulhouse       | Ligue 2        | 5 matchs / 1 but   | -                 | -               | -                 |
| 1998 - 1999 | RC Strasbourg     | Ligue 1        | 10 matchs          | -                 | -               | -                 |
| 1999 - 2000 | RC Strasbourg     | Ligue 1        | 13 matchs / 4 buts | 7 matchs          | -               | -                 |
| 2000 - 2001 | RC Strasbourg     | Ligue 1        | 20 matchs          | 3 matchs          | -               | -                 |
| 2001 - 2002 | RC Strasbourg     | Ligue 2        | 26 matchs / 3 buts | 3 matchs          | 1 match         | -                 |
| 2002 - 2003 | RC Strasbourg     | Ligue 1        | 28 matchs / 2 buts | 1 match           | -               | -                 |
| 2003 - 2004 | RC Strasbourg     | Ligue 1        | 27 matchs / 2 buts | 1 match           | -               | -                 |
| 2004 - 2005 | RSC Anderlecht    | Jupiler League | 5 matchs           | -                 | 2 matchs        | -                 |
| 2005 - 2006 | RSC Anderlecht    | Jupiler League | 2 matchs           | -                 | 1 match         | -                 |
| 2005 - 2006 | FC Aarau          | Super League   | 12 matchs          | -                 | -               | -                 |
| 2006 - 2007 | FC Cologne        | 2.Bundesliga   | 30 matchs          | 3 matchs          | -               | -                 |
| 2007 - 2008 | FC Cologne        | 2.Bundesliga   | 24 matchs          | 1 match           | -               | -                 |
| 2008 - 2009 | FC Cologne        | Bundesliga     | 25 matchs / 3 buts | -                 | -               | -                 |
| 2009 - 2010 | FC Cologne        | Bundesliga     | 29 matchs / 1 but  | 3 matchs          | -               | -                 |
| 2010 - 2011 | FC Cologne        | Bundesliga     | 21 matchs          | 2 matchs          | -               | -                 |
| 2011 - 2012 | Évian TGFC        | Ligue 1        | 19 matchs          | 1 match           | -               | -                 |
| 2012 - 2013 | Évian TGFC        | Ligue 1        | 15 matchs / 1 but  | 3 matchs          | -               | 1 match           |
| 2013 - 2014 | Évian TGFC        | Ligue 1        | 8 matchs / 1 but   | -                 | -               | -                 |
| 2014 - 2015 | AS Nancy-Lorraine | Ligue 2        | 1 match            | -                 | -               | -                 |

## Palmarès
- RC Strasbourg
  - Vainqueur de la Coupe de France en 2001

- RSC Anderlecht
  - Champion de Belgique en 2006
  - Vice-champion de Belgique en 2005